# Amyloidóza
Amyloidóza je skupina vzácných závažných onemocnění, při nichž se ve tkáních nebo orgánech ukládá abnormální bílkovina amyloid, nerozpustný degradační produkt některých bílkovin. Amyloidní depozita vznikají z rozpustných proteinů, které se nesprávně skládají a následně se formují do nerozpustných fibril. Existuje asi 36 různých typů amyloidózy, které jsou způsobeny hromaděním specifického proteinu. Devatenáct z nich způsobuje lokalizované formy, 14 systémové formy a tři proteiny lze identifikovat při obou formách onemocnění. Příčiny onemocnění mohou být genetické, ale může vzniknout také v důsledku získaných faktorů prostředí. Nejčastější typy systémové amyloidózy jsou amyloidóza lehkých řetězců (AL), zánětlivá amyloidóza (AA), amyloidóza související s dialýzou (Aβ2M) a získaná nebo dědičná transtyretinová amyloidóza (ATTR).
Nahromaděný amyloid může poškodit funkci orgánů natolik, že dochází ke klinickým projevům jako selhání ledvin, malabsorpční syndrom, srdeční selhání nebo demence. Při amyloidóze může docházet také k nespecifickým a neurčitým příznakům, mezi něž patří únava, periferní otoky, úbytek hmotnosti, dušnost, bušení srdce a pocit na omdlení ve stoje. U AL amyloidózy mohou specifické příznaky zahrnovat zvětšení jazyka a periorbitální purpuru. U získané ATTR amyloidózy se vyskytují také extrakardiální příznaky: oboustranný syndrom karpálního tunelu, stenóza páteřního kanálu v bederní oblasti, ruptura šlachy bicepsu, neuropatie tenkých vláken a autonomní dysfunkce.
Podezření na amyloidózu může vzniknout při nálezu bílkoviny v moči, při zvětšení orgánů nebo při nejasných problémech s více periferními nervy. Diagnóza se potvrzuje biopsií tkáně. Vzhledem k variabilitě projevů může stanovení diagnózy trvat delší dobu.
Léčba je zaměřena na snížení množství příslušného proteinu, čehož lze někdy dosáhnout stanovením a léčbou základního onemocnění. AL amyloidóza se vyskytuje ročně asi u 3-13 osob z milionu a AA amyloidóza asi u dvou osob na milion lidí ročně. Obvyklý věk nástupu těchto dvou typů amyloidózy je 55 až 60 let, bez léčby se očekávaná délka života pohybuje mezi šesti měsíci a čtyřmi roky, ve vyspělých zemích připadá na systémovou amyloidózu přibližně jedno úmrtí na 1 000 obyvatel.
Amyloidóza je popsána nejméně od roku 1639.

## Epidemiologie
Prevalence amyloidózy se odhaduje na 30 případů na 100 000 osob, přičemž tři nejčastější systémové formy jsou AL, ATTR a AA. Medián věku v době diagnózy je 64 let.
AL má nejvyšší incidenci, přibližně 12 případů na milion osob ročně, a odhadovanou prevalenci 30 000 až 45 000 případů v USA a Evropské unii.
AA amyloidóza je nejčastější formou v rozvojových zemích a může komplikovat dlouhodobé infekce jako je tuberkulóza, osteomyelitida a bronchiektázie. Je způsobena zvýšeným extracelulárním ukládáním sérového proteinu amyloidu A (SAA). Hladina proteinu SAA se může zvyšovat přímým i nepřímým způsobem, prostřednictvím infekce, zánětu a u malignit. Nejčastějšími příčinami AA amyloidózy v rozvinutých zemích jsou revmatoidní artritida, zánětlivé onemocnění střev, psoriáza a familiární středomořská horečka.
U osob podstupujících dlouhodobou hemodialýzu (14-15 let) může dojít k rozvoji amyloidózy v důsledku hromadění lehkých řetězců komplexu HLA 1, které jsou za normálních okolností filtrovány ledvinami.
ATTR divokého typu (získaná) se objeví při pitvě u čtvrtiny starších osob a vyskytuje se u 13-19 % osob se zachovanou ejekční frakcí trpících srdečním selháním, jedná se o velmi častou formu systémové amyloidózy. Dědičná ATTR je vzácné onemocnění, v Evropě se vyskytuje s četností méně než 1 : 100 000.

## Patogeneze
Příčina vzniku amyloidózy není dosud přesně známa. Amyloidózy lze považovat za onemocnění způsobená nesprávným skládáním proteinů, k němuž dochází mimo buňky v extracelulárním prostoru. Předpokladem pro vznik amyloidu je existence atypicky utvářených bílkovin či bílkovin se změněnými fyzikálně-chemickými vlastnostmi, z nichž se utvářejí amyloidová vlákna. Amyloidotvorné proteiny se shlukují do charakteristických nevětvených fibrilárních forem se strukturou beta skládaného listu (β sheet). Enzymy organismu nejsou schopny tento druh bílkovin rozložit a ta se ukládá do extracelulárního prostoru v těle. Při dlouhodobém hromadění vznikají v orgánech nebo tkáních ložiska, která mohou vést k poruše jejich funkce nebo k nevratnému poškození. Některé typy amyloidu mají přímý toxický vliv na své okolí. Pokud jsou postiženy životně důležité orgány, může onemocnění vést až ke smrti.
Proteiny, z nichž může vzniknout amyloid, jsou heterogenní skupinou proteinů s různými funkcemi a strukturou. Pouze čtyři ze 37 dosud identifikovaných proteinů jsou cytosolové. Většina proteinů tvořících amyloid je relativně malá, ale jinak v současné době neexistují žádné důkazy o strukturní nebo funkční podobnosti mezi jednotlivými proteiny, z nichž může amyloid vzniknout. Jedna třetina amyloidových onemocnění je dědičná, v takovém případě vzniká nemoc obvykle v časném věku. Polovina onemocnění spojených s amyloidem je sporadická a má pozdní věk nástupu, v těchto případech může hromadění proteinů souviset s poklesem jejich regulace souvisejícím se stárnutím.

## Klasifikace
Historická klasifikace byla založena na klinických faktorech. Až do počátku 70. let 20. století převládala představa jediné amyloidní látky. Byly navrženy různé popisné klasifikační systémy založené na orgánové distribuci amyloidových depozit a klinických nálezech. Většina klasifikačních systémů zahrnovala primární (tj. idiopatickou) amyloidózu, u níž nebyla zjištěna žádná příčina, a sekundární amyloidózu, jež vznikla v důsledku chronického zánětu. Primární a sekundární amyloidóza patří mezi systémová onemocnění.
Starší klinická metoda klasifikace označuje amyloidózy jako systémové nebo lokalizované. Systémové amyloidózy jsou častější než lokalizované a postihují více než jeden tělesný orgán nebo systém. Příkladem jsou AL, AA a Aβ2m. Lokalizované amyloidózy postihují pouze jeden tělesný orgán nebo typ tkáně a patří mezi něž například Alzheimerova choroba, nádorovitý amyloid, senilní amyloid a další.
Podle původu proteinu, ze kterého amyloid vzniká (prekurzoru), dělíme amyloidózy na získané a dědičné, které vznikají v důsledku mutací v prekurzorovém proteinu. Molekulární klasifikace amyloidózy se začala používat koncem 60. let 20. století a je založena na určení proteinu vytvářejícího amyloid. Doposud bylo identifikováno asi 60 amyloidních proteinů a nejméně 36 z nich je spojeno s onemocněním u lidí. Všechny amyloidní fibrilární proteiny začínají písmenem A, za kterým následuje přípona proteinu a případná specifikace.
Na základě 4 nejčastějších typů prekurzorových proteinů se amyloidózy dělí na AL amyloidózu (prekurzorem jsou lehké řetězce imunoglobulinů), AA amyloidózu navazující na chronický zánět (prekurzorem je SAA protein), transthyretinovou amyloidózu (může být získaná nebo dědičná) a dialyzační amyloidózu výskytující se u dlouhodobě dialyzovaných pacientů (prekurzorem je β2 mikroglobulin).

### AL amyloidóza
Tato forma dříve označovaná jako primární amyloidóza představuje nejčastější typ systémové amyloidózy. Její příčinou je výskyt abnormálních plazmatických buněk (bílé krvinky specializované na produkci protilátek) v kostní dřeni, které vytvářejí abnormální proteiny. Amyloid vzniká z lehkých řetězců imunoglobulinů (lambda řetězec, light chain).
Ve vyspělých zemích je incidence onemocnění zhruba 1 případ na 100 000 obyvatel za rok, u mužů je o něco častější než u žen. Vyskytuje se u jedinců starších 45 let a maximum výskytu je kolem 67 roku věku. Doba přežití se pohybuje mezi 10 a 42 měsíci. Ložiska amyloidu se mohou vyskytnout kdekoliv v těle, nejčastěji bývají postiženy ledviny, srdce, cévy, játra, trávicí trakt, dýchací cesty a periferní nervy. Onemocnění se nejčastěji projeví poškozením ledvin. Postižení srdce výrazně zhoršuje prognózu. Na základě srdečních biomarkerů, jako je Nt-proBNP a srdeční troponin lze AL amyloidózu klasifikovat jako stadium I, II nebo III.
Díky prohloubení znalostí o tomto typu amyloidózy a novým lékům došlo v posledních letech ke zlepšení léčebných výsledků, především zlepšení funkce postižených orgánů a tím prodloužení délky a kvality života.

### AA amyloidóza
AA amyloidóza (dříve sekundární nebo reaktivní) se vyskytuje u osob s dlouhodobými zánětlivými poruchami. V minulosti patřila mezi nejčastější příčiny chronického zánětu tuberkulóza, v současnosti se AA amyloidóza objevuje například u nemocných s revmatoidní artritidou nebo zánětlivými střevními infekcemi. Počet pacientů s AA amyloidózou v posledních letech klesá díky možnosti včasného záchytu a léčby zánětlivých onemocnění. V rozvojových zemích hrají při vzniku AA amyloidózy výraznější roli chronické infekce.
V době diagnózy se AA amyloidóza až v 95 % případů projevuje jako proteinurie nebo selhávání ledvin s různě rychlou progresí.
U zánětlivých onemocnění dochází ke změnám v chemickém složení krve, při nichž je v aktivní fázi nemoci zvýšena sérová hladina bílkoviny SAA (serum amyloid protein). SAA proteiny se pak mohou dále přeměnit na amyloidová vlákna, která se ukládají do tkání a orgánů. Příznaky AA amyloidózy jsou nespecifické, objevují se otoky kotníků a nohou nebo žaludeční problémy. Nejvíce bývají postiženy ledviny, v menším rozsahu slezina, střeva a nadledviny.
Hladina SAA proteinu jako ukazatele probíhajícího zánětu je dobrým prognostickým faktorem, proto snížení hladiny SAA proteinu na normální hodnoty většinou vede ke zlepšení funkce postiženého orgánu či orgánů. Výjimkou je postižení ledvin, které bývá obvykle nevratné, a proto lze očekávat nanejvýš zachování stávající funkce. Při udržovaní normální hladiny SAA proteinu je prognóza pacientů s AA amyloidózou příznivá.

### Získaná transthyretinová amyloidóza (ATTR)
Získaná transthyretinová amyloidóza (ATTR), zvaná též divoká forma (wtATTR, z angl. wild type), byla dříve nazývaná senilní systémová ATTR a vyznačuje se ukládáním depozit bílkoviny transthyretinu (TTR ). Transthyretin je transportní protein, který se tvoří převážně v játrech.
Získaná forma ATTR je v současnosti nejčastějším typem srdeční amyloidózy. Prvotními projevy kardiálního postižení mohou být převodní poruchy srdečního rytmu, které mohou být asymptomatické nebo vedou ke snížené výkonnosti, únavě a synkopálním stavům. Hlavním klinickým projevem je chronické srdeční selhání.
U divokého typu ATTR se často vyskytují také extrakardiální příznaky: oboustranný syndrom karpálního tunelu, stenóza páteřního kanálu v bederní oblasti, ruptura šlachy bicepsu, neuropatie tenkých vláken a autonomní dysfunkce. Pacienti jsou obvykle starší 70 let, polovina má syndrom karpálního tunelu a častěji jsou postiženi muži.

### Amyloidóza chronicky dialyzovaných (Aβ2M)
Amyloidóza chronicky dialyzovaných (Aβ2M) vzniká jako závažná komplikace chronické hemodialýzy. Amyloidová vlákna vznikají z β2 mikroglobulinu, který se normálně odbourává v ledvinách. Při selhání ledvin se β2 mikroglobulin hromadí a dochází k pozvolnému rozvoji amyloidózy. Obvykle se objevuje asi po 10 letech od zahájení dialýzy. β2M amyloid se ukládá hlavně v pohybovém aparátu a projevuje se jako syndrom karpálního tunelu, bolesti kloubů, kostní cysty a patologické zlomeniny.

### Dědičná amyloidóza
U dědičné (hereditární) amyloidózy dochází k mutaci v genu, který je zodpovědný za tvorbu prekurzorových proteinů, z nichž může vzniknout amyloid. Nově vzniklý protein má díky mutaci pozměněnou strukturu a vlastnosti, k nimž patří nestabilita, změněné prostorové uspořádání, nemožnost degradace a jednodušší utváření depozit amyloidu. Geny, které mutují nejčastěji, jsou gen kódující vznik proteinu transthyretinu (TTR ) a gen kódující vznik proteinu apolipoprotein A1 (APO A-I). V ostatních genech dochází k mutacím méně často.

#### Transthyretinová hereditární amyloidóza (ATTR)
Hereditární či variantní forma ATTR (vATTR) je charakterizována ukládáním depozit bílkoviny transthyretinu a je způsobena mutacemi v genu pro TTR na chromozomu 18. TTR je transportní protein a v tkáních se může hromadit buď jeho mutovaná forma nebo dochází k chybě v odbourávání normálního proteinu. V dnešní době je známo asi 120 mutací, které mohou způsobit změnu v proteinu. Mutace v genu se mohou přenášet na potomky, nejčastěji tzv. autosomálně dominantním typem dědičnosti.
Klinické projevy nemoci závisí na typu mutace. Nejčastější je tzv. familiární amyloidní polyneuropatie (FAP), patří mezi život ohrožující multiorgánová onemocnění a je způsobena ukládáním amyloidu v periferních nervech. Počáteční projevy onemocnění jsou ztráta citlivosti v dolních končetinách, následuje úbytek na váze a celková sešlost. Často se vyskytuje také úzkost, únava, závrať, mravenčení a brnění nebo bolest svalů končetin. Dalším projevem je familiární amyloidní kardiomyopatie (FAC), při níž k ukládání amyloidu dochází v srdceční tkáni. Kardiomyopatie se může projevovat dušností, únavou, nepravidelností srdečního rytmu, v pozdních fázích pak srdeční nedostatečností vedoucí až ke smrti. FAC mívá horší prognózu než FAP. FAP i FAC se vyskytují kolem 40–50 roku života. Průměrná doba přežití v případě neléčené nemoci je 10 let.

#### Apolipoprotein A1 amyloidóza (AApoA I)
Tato amyloidóza je podmíněna mutací v genu pro apolipoprotein A1 a řadí se mezi autozomálně dědičná onemocnění. Apolipoprotein A1 je transportní protein v plasmě, který umožňuje transport cholesterolu k buňkám. Amyloid se u tohoto druhu onemocnění ukládá primárně v ledvinách, kde může způsobit poškození až selhání ledvin. Depozita se ale mohou vyskytovat i v jiných orgánech, např. v srdci nebo ve slezině. Jediným dostupným způsobem léčby tohoto typu onemocnění je dialýza a následná transplantací ledvin.

## Příznaky
Projevy amyloidózy jsou rozmanité a závisí na místě nahromadění amyloidu. Nejčastěji jsou postiženy ledviny, srdce, játra, nervy a cévy.

### Ledviny
Ukládání amyloidu v ledvinách často postihuje glomerulární kapiláry a mezangiální oblasti, což ovlivňuje schopnost orgánu filtrovat a vylučovat odpadní látky a zadržovat plazmatické bílkoviny. Následně to vede k vysokým hladinám bílkovin v moči (proteinurii) a nefrotickému syndromu. S nefrotickým syndromem je spojeno několik typů amyloidózy, včetně typů AL a AA. Přibližně 20 % osob s AL a 40-60 % pacientů s AA amyloidózou přechází do konečného stadia onemocnění ledvin vyžadujícího dialýzu.

### Srdce
Ukládání amyloidu v srdci může způsobit diastolické i systolické srdeční selhání. Mohou být přítomny změny na EKG, které vykazují nízké napětí a poruchy vedení, jako je atrioventrikulární blokáda nebo dysfunkce sinusového uzlu. Při echokardiografickém vyšetření vykazuje srdce restriktivní plnicí vzorec s normální až mírně sníženou systolickou funkcí. Srdeční amyloidóza se může projevovat příznaky srdečního selhání včetně dušnosti, únavy a otoků. S postupující srdeční amyloidózou může ukládání amyloidu ovlivnit schopnost srdce pumpovat krev i jeho schopnost udržovat normální rytmus, což vede ke zhoršování srdeční funkce a zhoršování kvality života postižených osob.
Postižení srdce AA amyloidózou je vzácné (4 %).

### Nervový systém
Lidé s amyloidózou mohou mít postižení centrálního nervového systému spolu s periferním postižením, které způsobuje senzorické a autonomní neuropatie. Senzorická neuropatie se vyvíjí symetricky a postupuje z distálního směru k proximálnímu. Neuropatické projevy závisí na etiologii amyloidózy. V závislosti na místě a rozsahu postižení nervového systému se mohou vyskytnout poruchy funkce různých orgánových systémů. Periferní neuropatie může v závislosti na distribuci amyloidózy podél různých periferních nervů například způsobit erektilní dysfunkci, inkontinenci a zácpu, poruchy zornic a ztrátu smyslů . Autonomní neuropatie se může projevovat ortostatickou hypotenzí, ale může se postupně projevovat nespecifickými gastrointestinálními příznaky, jako je zácpa, nevolnost nebo časná sytost. Amyloidóza centrálního nervového systému může mít závažnější a systémové projevy, které mohou zahrnovat život ohrožující arytmie, srdeční selhání, malnutrici, infekci nebo smrt.

### Trávicí soustava
Akumulace amyloidních proteinů v gastrointestinálním systému může být způsobena širokou škálou amyloidních poruch a má různé projevy v závislosti na stupni postižení jednotlivých orgánů. Mezi potenciální příznaky patří úbytek hmotnosti, průjem, bolest břicha, pálení žáhy a krvácení z trávicího traktu. Amyloidóza může postihnout také trávicí orgány včetně jater a může se projevit žloutenkou, mastnou stolicí, nechutenstvím, nahromaděním tekutiny v břiše a zvětšením sleziny.
Hromadění amyloidních proteinů v játrech může vést ke zvýšení sérových aminotransferáz a alkalické fosfatázy, dvou biomarkerů poškození jater, což se projevuje asi u třetiny postižených. Zvětšení jater je běžné. Naproti tomu zvětšení sleziny je vzácné, vyskytuje se u 5 % případů. Dysfunkce sleziny, která vede k přítomnosti Howell-Jollyho tělísek v krevním nátěru, se vyskytuje u 24 % lidí s amyloidózou. Porucha vstřebávání (malabsorpce) se vyskytuje u 8,5 % AL amyloidózy a u 2,4 % AA amyloidózy. Jedním z navrhovaných mechanismů pozorované malabsorpce je, že amyloidní depozita v koncích střevních klků (prstovité výběžky, které zvětšují plochu střeva dostupnou pro vstřebávání potravy), začnou narušovat funkčnost klků a vytvářejí typický obraz podobný smrku.

### Žlázy s vnitřní sekrecí
Amyloid se může ukládat ve štítné žláze nebo v nadledvinách. Odhaduje se, že 10-20 % osob s amyloidózou trpí hypotyreózou. Infiltrace nadledvin může být hůře rozpoznatelná vzhledem k tomu, že příznaky ortostatické hypotenze a nízké koncentrace sodíku v krvi mohou být přičítány autonomní neuropatii a srdečnímu selhání.
U osob s diabetem se vyskytují amyloidová ložiska ve slinivce břišní, není však známo, zda to má vliv na její funkci. Hlavní složkou pankreatického amyloidu je peptid o 37 aminokyselinových zbytcích známý jako polypeptid ostrůvkového amyloidu neboli amylin. Ten je spolu s inzulinem uložen v sekrečních granulích v beta buňkách slinivky a je vylučován spolu s inzulinem.

### Svalový a kosterní systém
Amyloidní proteiny se nejčastěji ukládají do kolenního kloubu, dále do rukou, zápěstí, lokte, kyčle a kotníku, a způsobují bolesti kloubů. U mužů v pokročilém věku (nad 80 let) existuje významné riziko ukládání transtyretinového amyloidu divokého typu v synoviální tkáni kolenního kloubu, ale převážně je ukládání transthyretinu divokého typu ve stáří pozorováno v srdečních komorách. U pacientů, kteří podstoupili operaci bederní spinální stenózy, byla depozita ATTR nalezena v ligamentum flavum.
U beta 2-mikroglobulinové amyloidózy (Aβ2MG) spojené s hemodialýzou mají muži vysoké riziko vzniku syndromu karpálního tunelu. Amyloid má tendenci ukládat se v synoviální tkáni a způsobuje chronický zánět synoviální tkáně v kolenních, kyčelních, ramenních a meziprstních kloubech. Ukládání amyloidních lehkých řetězců v ramenním kloubu způsobuje zvětšení ramen, známé také jako „příznak ramenního polštářku“. Hromadění amyloidních lehkých řetězců může také způsobit oboustrannou symetrickou polyartritidu.
Ukládání amyloidních proteinů v kostní dřeni, které nezpůsobuje dyskrazii plasmatických buněk, se nazývá amyloidom. Běžně se vyskytuje v krčních, bederních a křížových obratlích. Postižení se může projevovat bolestmi kostí v důsledku jejich lýzy, bederní paraparézou a různými neurologickými příznaky. Časté jsou také zlomeniny obratlů.

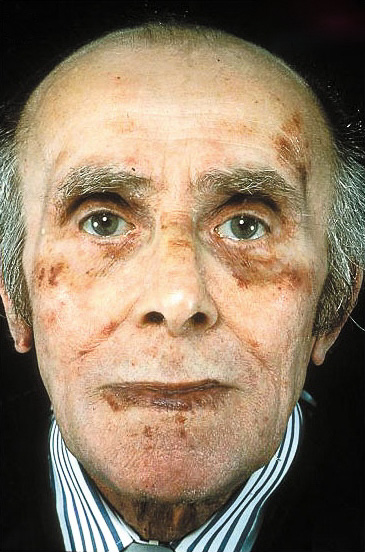
AL amyloidóza s krvácením pod kůži a modřinami v okolí očí

### Oči
Vzácně se objevuje amyloidní purpura, náchylnost ke krvácení s podlitinami v okolí očí, tzv. „mývalí oči“. Amyloidová purpura je způsobena ukládáním amyloidu v cévách a sníženou aktivitou trombinu a faktoru X, dvou koagulačních proteinů, které po spojení s amyloidem ztrácejí svou funkci.

### Dutina ústní
Usazeniny amyloidu v tkáni mohou způsobit zvětšení struktur. Dvacet procent lidí s AL amyloidózou má zvětšený jazyk, což může vést k obstrukční spánkové apnoe, potížím s polykáním a změně chuti. Ke zvětšení jazyka nedochází u amyloidózy ATTR nebo AA. Ukládání amyloidu v krku může způsobit chrapot.

## Diagnostika
Všechny formy amyloidózy jsou nedostatečně diagnostikovány. O diagnóze amyloidózy je třeba uvažovat u pacientů s multisystémovým onemocněním zahrnujícím srdce, ledviny, játra nebo nervový systém. Stanovení diagózy se opírá zejména o potvrzení přítomnosti amyloidu, ale je třeba také určit prekurzorový protein a posoudit rozsah orgánového postižení.
U všech pacientů s podezřením na diagnózu systémové amyloidózy se provádí vyšetření krve a kostní dřeně, biochemické vyšetření séra, vyšetření moči, rentgen hrudníku, EKG a echokardiografie včetně dopplerometrie. Diagnóza dále vyžaduje histologickou verifikaci, proto je u většiny pacientů součástí základního panelu vyšetření bioptický odběr z konkrétních postižených orgánů, nejčastěji ledvin a srdce, nebo necílená aspirační biopsie tukové tkáně. Pro identifikaci amyloidu se používá histopatologická diagnostika (barvení kongo červení a průkaz dvojlomu). Přesná typizace amyloidu se provádí pomocí imunohistochemie, imunofluorescence či hmotnostní spektrometrie. Další vyšetření jsou indikovaná individuálně dle konkrétních klinických projevů, např. scintigrafie, elektromyografie nebo MRI srdce.
U systémové AL amyloidózy spočívá diagnostika v průkazu monoklonálního imunoglobulinu a lehkých řetězců, včetně jejich poměru v moči a v séru. Pro průkaz hereditární ATTR amyloidózy se používá sekvenování DNA.

## Léčba
Onemocnění nelze zcela vyléčit. Všechny formy amyloidózy mají v současnosti schválenou léčbu, která prokazatelně zlepšuje přežití nebo postižení a kvalitu života. U všech typů je proto důležité včasné stanovení diagnózy a rychlé zahájení léčby. Usazeniny amyloidu sice není možné odstranit, je ale možné zastavit produkci proteinů, léčit příznaky onemocnění a zpomalit jeho progresi. Způsob léčby závisí na typu amyloidózy.
V klinických studiích se osvědčila léčba vysokými dávkami chemoterapeutika melfalanu s následnou transplantací kostní dřeně a tento postup se doporučuje u AL amyloidózy ve stadiu I a II, pro transplantaci kmenových buněk je však vhodných pouze 20-25 % pacientů. Pro osoby s AL amyloidózou, které nejsou pro transplantaci vhodné je v současné době doporučenou možností léčby chemoterapeutická léčba zahrnující cyklofosfamid-bortezomib-dexametazon.
U AA se mohou příznaky zlepšit, pokud je léčeno základní onemocnění. Používají se inhibitory tumor nekrotizujícího faktoru-alfa (TNF-α), jako je infliximab a etanercept, podávají se v průměru po dobu 20 měsíců. Pokud inhibitory TNF-α nejsou účinné, lze zvážit inhibitory interleukinu-1 (např. anakinra, kanakinumab, rilonacept) a inhibitory interleukinu-6 (např. tocilizumab).
V případě ATTR amyloidózy lze u obou typů použít tafamid, perorální látku s nízkou toxicitou, která zabraňuje destabilizaci správně složeného proteinu. Studie prokázaly, že tafamid snižuje úmrtnost a hospitalizaci v důsledku srdečního selhání. Dříve byla u dědičné ATTR amyloidózy jedinou účinnou léčbou transplantace jater. Mezi nové léčebné látky patří diflunisal, inotersen a patisiran.

## Prognóza
Prognóza se liší podle typu amyloidózy a postiženého orgánového systému. Obvyklý věk nástupu AL a AA amyloidózy je 55 až 60 let, bez léčby se očekávaná délka života pohybuje mezi šesti měsíci a čtyřmi roky, ve vyspělých zemích připadá na systémovou amyloidózu přibližně jedno úmrtí na 1 000 obyvatel.
Prognóza neléčené AL srdeční amyloidózy je špatná, mediánem přežití je šest měsíců. Doba přežití se snižuje s pokročilejším stadiem, ale nedávné pokroky v léčbě zlepšily medián přežití u stadií I, II a III na 91, 60 a 7 měsíců.
U osob s AA amyloidózou závisí prognóza na základním onemocnění a postiženém orgánu či orgánech a koreluje s koncentrací sérového proteinu amyloidu A.
Lidé s ATTR amyloidózou mají lepší prognózu ve srovnání s AL amyloidózou a jejich doba přežití může být více než deset let. Doba přežití není závislá na věku nebo pohlaví, ale některé ukazatele snížené srdeční funkce jsou spojeny s kratší dobou přežití.